# Metropolitanato de Karlovci
Para una lista con todos los metropolitanos, véase Anexo:Metropolitanos de Karlovci
El Metropolitanato de Karlovci (en serbio: Карловачка митрополија, romanizado: Karlovačka Mitropolija) fue un metropolitanato de la Iglesia Ortodoxa Serbia que existió entre 1708 y 1920. Entre 1708 y 1713 fue conocido como el Metropolitanato de Krušedol, y entre 1713 y 1848 como el Metropolitanato de Karlovci. En 1848, se transformó en el Patriarcado de Karlovci, que existió hasta 1920, cuando se fusionó con el Metropolitanato de Belgrado y otras provincias eclesiásticas serbias para formar la Iglesia Ortodoxa Serbia Unida.

## Historia
Durante los siglos XVI y XVII, todas las partes meridionales y centrales del antiguo reino medieval de Hungría estaban bajo el dominio turco y estaban organizadas como la Hungría otomana. Desde 1557, la Iglesia Ortodoxa Serbia en esas regiones estaba bajo la jurisdicción del Patriarcado de Peć. Durante la guerra austro-turca (1683-1699), gran parte del centro y sur de Hungría fue liberada y las eparquías serbias en esas regiones cayeron bajo el dominio de los Habsburgo. En 1689, el patriarca serbio Arsenije III se puso del lado de los austriacos y se trasladó de Peć a Belgrado en 1690, liderando la Gran Migración de los Serbios. En ese tiempo, un gran número de serbios emigró al sur y centro de Hungría.
El emperador Leopoldo I les otorgó importantes privilegios en tres capítulos imperiales (Diploma Leopoldinum), el primero emitido el 21 de agosto de 1690, el segundo un año después, el 20 de agosto de 1691, y el tercero el 4 de marzo de 1695. Los privilegios fueron permitidos para mantener su fe ortodoxa oriental y la organización de la iglesia encabezada por arzobispos y obispos. En los dos siglos siguientes de su existencia autónoma, la Iglesia Ortodoxa Serbia en la Monarquía de los Habsburgo se organizó sobre la base de los privilegios recibidos originalmente del emperador.

### Creación y reorganización (1708-1748)
Hasta su muerte en 1706, el jefe de la iglesia fue el patriarca Arsenije III, quien reorganizó las eparquías y nombró nuevos obispos. Ocupó el título de patriarca serbio hasta el final de su vida. El nuevo emperador José I, siguiendo el consejo del cardenal Leopold Karl von Kollonitsch, abolió ese título y lo sustituyó por un título menos distinguido de arzobispo o metropolitano. En su decreto, el emperador José I declaró, "debemos asegurarnos de que nunca elijan otro Patriarca ya que está en contra de la Iglesia Católica y la doctrina de los Padres de la Iglesia". Según eso, los futuros representantes de la Iglesia Ortodoxa Serbia en la Monarquía de los Habsburgo llevarían el título de arzobispo y metropolitano. La única excepción del decreto imperial fue el caso del posterior patriarca serbio Arsenije IV Jovanović quien trajo su título directamente de la histórica sede de Peć
Tras la muerte del patriarca Arsenije III, el Concilio de la Iglesia Serbia se celebró en el Monasterio de Krušedol en 1708 y proclamó que Krušedol era la sede oficial de la catedral del recién elegido Arzobispo y Metropolitano Isaija Đaković, mientras que todas las actividades administrativas se trasladaron a la cercana ciudad de Sremski Karlovci. El monasterio de Krušedol fue legado de la familia gobernante serbia de Branković a principios del siglo XVI, que fue la principal razón histórica y nacional para que los serbios eligieran este monasterio como su capital de la Iglesia.
Entre 1708 y 1713, la sede del Metropolitanato estuvo en el monasterio de Krušedol, y en 1713 se trasladó a Karlovci (hoy Sremski Karlovci, Serbia). El nuevo arzobispo Vićentije Popović trasladó toda la administración de Krušedol a Karlovci. Entonces, la nueva capital de la Iglesia Ortodoxa Serbia en la Monarquía de los Habsburgo se convirtió en Sremski Karlovci, que fue confirmada por el sello de aprobación imperial en la carta del emperador Carlos VI emitida en octubre del mismo año.
Durante la Guerra Austro-Turca, las regiones de Baja Siria, Banat, Serbia Central con Belgrado y Oltenia fueron liberadas del dominio otomano, y bajo el Tratado de Passarowitz se convirtieron en parte de la Monarquía de Habsburgo. Al cambio político siguió la reorganización eclesiástica. Las eparquías en las regiones recién liberadas no fueron sometidas al Metropolitanato de Karlovci, principalmente porque las autoridades de Habsburgo no querían permitir la creación de una estructura administrativa unificada y centralizada de las Iglesias Ortodoxas Orientales en la Monarquía. En lugar de eso, apoyaron la creación de un metropolitanato separado para los serbios ortodoxos orientales y los rumanos en las regiones liberadas, centrado en Belgrado. El recién creado Metropolitano de Belgrado fue encabezado por el metropolitano Mojsije Petrović. El nuevo metropolitanato tenía jurisdicción sobre el Reino de Serbia y Banat, y también sobre Oltenia. La creación de la nueva provincia metropolitana fue aprobada por el patriarca serbio Mojsije I Rajović, quien también recomendó la futura unificación. Poco después, dos metropolitana se fusionaron, en 1726, y por el decreto imperial de Carlos VI, la capital administrativa de la Iglesia Ortodoxa Serbia se trasladó de Sremski Karlovci a Belgrado en 1731.
Durante la guerra austro-turca (1737-1739), el patriarca serbio Arsenije IV Jovanović se puso del lado de los Habsburgo y en 1737 dejó Peć y llegó a Belgrado, asumiendo la administración del Metropolitanato. Recibió la confirmación imperial, y cuando Belgrado cayó ante los otomanos en el otoño de 1739, trasladó la sede de la iglesia a Sremski Karlovci.

### Consolidación del Metropolitanato (1748-1848)
En 1748, el patriarca Arsenije IV murió y se celebró un consejo eclesiástico para la elección de un nuevo primado de la Iglesia Ortodoxa Serbia en la Monarquía de los Habsburgo. Después del breve mandato del metropolitano Isaija Antonović, se celebró otro concilio eclesiástico, eligiendo al nuevo metropolitano Pavle Nenadović.. Durante su mandato se llevaron a cabo importantes reformas administrativas en el Metropolitanato de Karlovci. También trató de ayudar a la iglesia patriarcal en Peć, bajo el dominio otomano, pero el antiguo patriarcado serbio no pudo salvarse. En 1766, el patriarcado serbio de Peć fue finalmente abolido, y todas sus eparquías que estaban bajo el dominio otomano fueron superadas por el patriarcado Ecuménico de Constantinopla. Los jerarcas serbios del Metropolitanato de Karlovci no tenían intención de someterse al patriarca griego en Constantinopla, y el Patriarcado Ecuménico también tuvo la sabiduría suficiente para no exigir su sumisión. A partir de ese momento, el Metropolitanato de Karlovci continuó funcionando como el centro eclesiástico totalmente independiente de la Ortodoxia Oriental en la Monarquía Habsburgo, con siete obispos sufragáneos (Bačka, Vršac, Temišvar, Arad, Buda, Pakrac y Gornji Karlovac).
La posición de los serbios y su Iglesia en la monarquía de los Habsburgo se reguló aún más mediante las reformas introducidas por la emperatriz María Teresa I de Austria. El Concilio de la Iglesia Ortodoxa Serbia de 1769 evaluó varios temas en un acto especial llamado "Regulación" y, más tarde, en un acto similar llamado Rescriptivo Declaratorio de la Nación Iliria, publicado en 1779. La muerte de María Teresa en 1780 marcó el final la antigua Casa imperial y real de Habsburgo , muy respetada entre los serbios ortodoxos, y la sucesión pasó a la nueva dinastía, llamada Casa de Habsburgo-Lorena que gobernó hasta 1918. Las reformas ilustradas del emperador José II afectó a todas las instituciones religiosas de la Monarquía, incluido el Metropolitanato de Karlovci.
Los metropolitanos serbios de Sremski Karlovci promovieron la Ilustración introduciendo la educación occidental en las escuelas establecidas en Sremski Karlovci y en Novi Sad. Para contrarrestar la influencia católica, el plan de estudios de la escuela se vio expuesto a la influencia cultural de la Iglesia ortodoxa rusa . Ya en 1724, el Santo Sínodo de la Iglesia Ortodoxa Rusa envió a M. Suvorov a abrir una escuela en Sremski Karlovci, cuyos graduados pasaron al seminario de Kiev y, los más dotados, a la Academia de Kiev. El lenguaje litúrgico de la Iglesia se convirtió en ruso eslavo, llamado Nuevo eslavo eclesiástico. Por otro lado, la influencia barroca se hizo visible en la arquitectura, iconografía, literatura y teología de la iglesia.
Durante el siglo XVIII, el Metropolitanato mantuvo estrechas conexiones con Kiev y la Iglesia Ortodoxa Rusa. Muchos estudiantes de teología serbios fueron educados en Kiev. En 1794 se abrió un seminario que educaría los sacerdotes ortodoxos durante el siglo XIX para las necesidades del metropolitano de Karlovci y más allá.
A finales del siglo XVIII, el Metropolitanato de Karlovci incluía un gran territorio que se extendía desde el Mar Adriático hasta Bucovina y desde Danubio y Sava hasta la Alta Hungría. Durante el largo mandato del metropolitano altamente conservador Stefan Stratimirović, las reformas internas se detuvieron, lo que resultó en la formación gradual de dos fracciones que posteriormente marcarían la vida de los serbios ortodoxos en el Metropolitanato, y luego el Patriarcado de Karlovci a lo largo del siglo XIX. La primera fracción fue clerical y conservadora. Fue dirigido por la mayoría de obispos y un alto clero. La segunda fracción se orientó hacia nuevas reformas dentro de la administración de la iglesia, con el fin de permitir una mayor influencia en la toma de decisiones del bajo clero, laicos y líderes civiles. Al mismo tiempo, las aspiraciones hacia la autonomía nacional serbia dentro del Imperio cobraron gran importancia, lo que llevó a los acontecimientos históricos de 1848.

## Eparquías bajo jurisdicción de Karlovci
Se encontraban estas eparquías bajo jurisdicción de Karlovci
| Eparquía                    | Sede             |
| --------------------------- | ---------------- |
| Eparquía de Arad            | Arad             |
| Eparquía de Bačka           | Novi Sad         |
| Eparquía de Belgrado        | Belgrado         |
| Eparquía de Buda            | Szentendre       |
| Eparquía de Gornji Karlovac | Karlovac         |
| Eparquía de Kostajnica      | Kostajnica       |
| Eparquía de Lepavina        | Lepavina         |
| Eparquía de Mohács          | Mohács           |
| Eparquía de Pakrac          | Pakrac           |
| Eparquía de Râmnicu         | Râmnicu Vâlcea   |
| Eparquía de Sremski         | Sremski Karlovci |
| Eparquía de Temisvar        | Temisvar         |
| Eparquía de Valjevo         | Valjevo          |
| Eparquía de Vršac           | Vršac            |
| Eparquía de Transilvania    | Sibiu            |
| Eparquía de Bukovina        | Chernivtsi       |
| Eparquía de Dalmacia        | Šibenik          |